# 젠투 리눅스
젠투 리눅스(Gentoo Linux)는 리눅스 배포판의 일종이다. 대부분의 리눅스 배포판이 그러하듯 자유-오픈 소스 소프트웨어로 배포된다. 젠투 리눅스는 다른 리눅스 배포판과 다르게 바이너리 파일 형태로 배포판이 제공되지 않고, 사용자의 기호나 최적화 정도에 맞게 직접 컴파일하여 설치해야 한다.
'젠투'라는 이름은 빠른 속도로 수영하는 젠투 펭귄에서 따온 것으로 알려져 있다. 여기에는 최적화를 통해 속도를 개선한다는 의미를 담고 있다.

## 호환
x86 환경에 맞춰 개발되었으나 다른 여러 환경에도 포팅되어 현재 x86뿐만 아니라, x86-64, IA-64, PA-RISC, 파워피씨, 파워피씨 970, SPARC64, MIPS, DEC 알파, 시스템 Z/s390, 플레이스테이션 3 셀 프로세서 그리고 슈퍼H 아키텍처에서도 운영할 수 있다. 32비트 Sparc 하드웨어의 공식 지원은 중단된 상태다.

## 설치
젠투는 여러 가지 방법으로 설치할 수 있다. 가장 일반적인 방법은 많은 리눅스 배포판과 마찬가지로 라이브 CD에 있는 설치 도구를 사용하는 것이다.
설치할 때는 핸드북을 참조하여 보는 것이 좋다. 라이브 CD로 부팅할 수 없는 사용자나 능숙한 사용자를 위한 대안 설치 방법은 "Alternative Installation Method HOWTO"에 나열되어 있다.
설치 과정은 일반적으로 세 개의 스테이지로 나뉜다.
- 스테이지 1: 시스템은 반드시 부트스트랩해야 하고 또 베이스 시스템은 반드시 컴파일해야 한다.
- 스테이지 2: 시스템은 부트스트랩되어 있으나 베이스 시스템은 반드시 컴파일해야 한다.
- 스테이지 3: 시스템은 부트스트랩되어 있고 베이스 시스템은 컴파일되어 있다.

2005년 11월경부터 공식적으로는 스테이지 3부터 설치하는 과정만 지원하고 핸드북에도 스테이지 3부터 설치하는 과정만 적혀 있다. 다만 스테이지 1이나 스테이지 2부터의 설치가 불가능한 것은 아니며 설치방법은 FAQ를 참조하면 된다.

## 패키지 관리
젠투 리눅스는 BSD 배포판에서 쓰이는 패키지 관리 시스템인 Ports의 구조를 본따 만들어진 Portage를 통해 패키지를 관리한다. 패키지들은 기본적으로는 '소스 코드 다운로드 -> 컴파일 -> 설치' 순으로 설치가 이루어지게 되어 있지만 오픈오피스처럼 크기가 큰 프로그램이나 어도비 플래시처럼 소스코드가 공개되어 있지 않은 프로그램은 컴파일을 생략하고 '이진 파일 다운로드 -> 설치' 순으로 설치가 이루어지기도 한다.

## 기타
- 2008년 9월 22일부터 젠투 리눅스의 배포 정책이 바뀌었다. '기본으로 돌아간다' 및 '최신 설치 환경을 더 철저히 유지한다'라는 기조 아래 주마다 스테이지 압축 파일과 미니멀(minimal)판 디스크만을 업데이트하여 제공하기 시작했으며, 2008.1판의 개발은 중단되었다.[2]
- 2009년 10월 4일에는 10주년 기념 라이브 DVD가 릴리즈되었다. 버전 넘버는 10.0으로 표기되며 리눅스 커널 2.6.30, KDE 4.3.1, GNOME 2.26.3, Xfce 4.6.1 등으로 구성되어 있다.[3]
- 2011년 3월 8일에는 11주년 기념 라이브 DVD가 릴리즈 되었다. 버전 넘버는 11.0으로 표기되며 리눅스 커널 2.6.37, KDE SC 4.6, GNOME 2.32, Xfce 4.8, Enlightenment 1.0.7 등으로 구성되어 있다.[4]

## 같이 보기
- 아치 리눅스
- 리눅스 프롬 스크래치